# هکسار آراف
هکسار آراف (به انگلیسی: Hexar RF) یک دوربین عکاسی فیلم ۱۳۵ تک‌لنزی غیربازتابی ساخت شرکت کونیکا است.